# St. Christophorus (Werne)

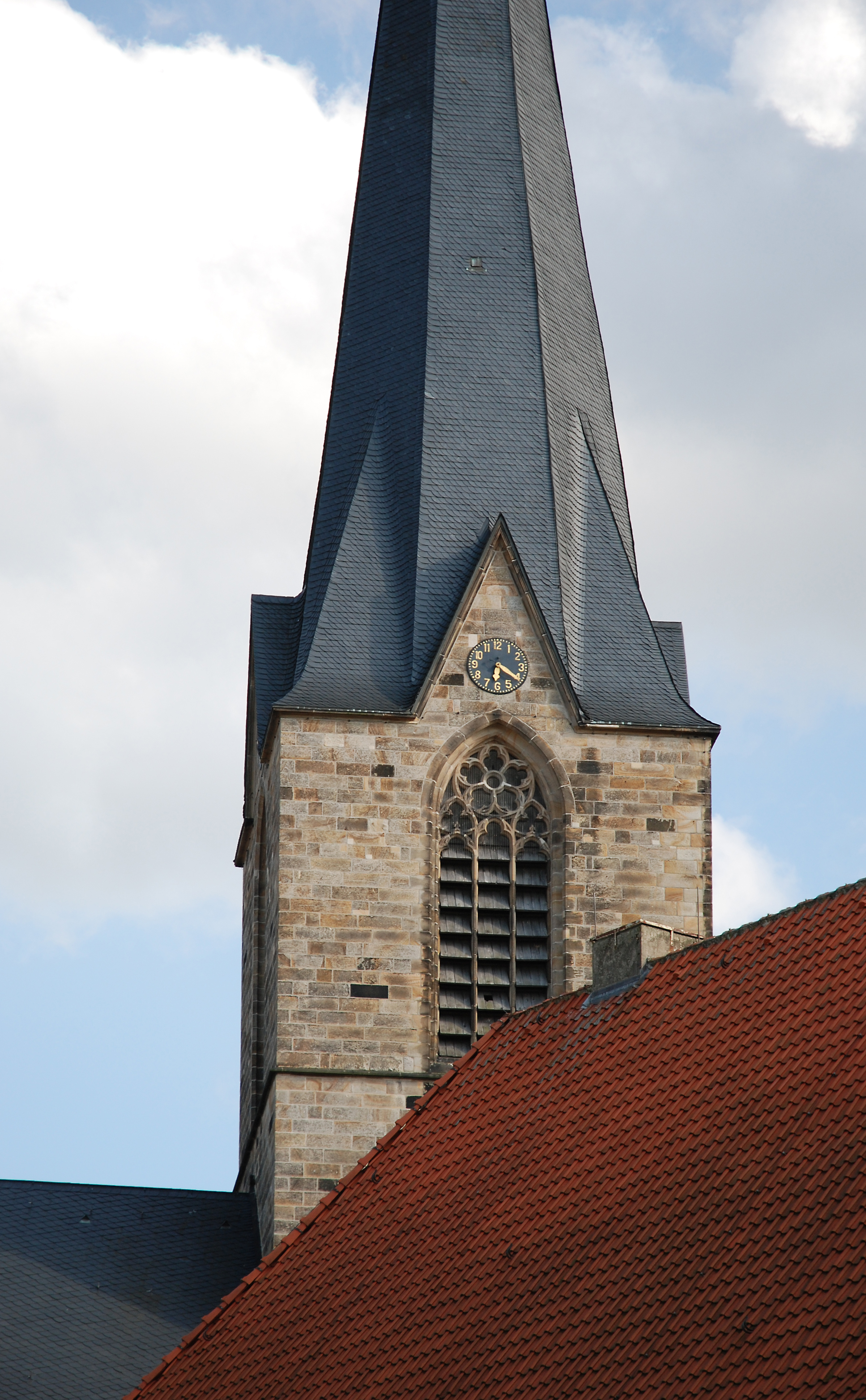
St. Christophorus

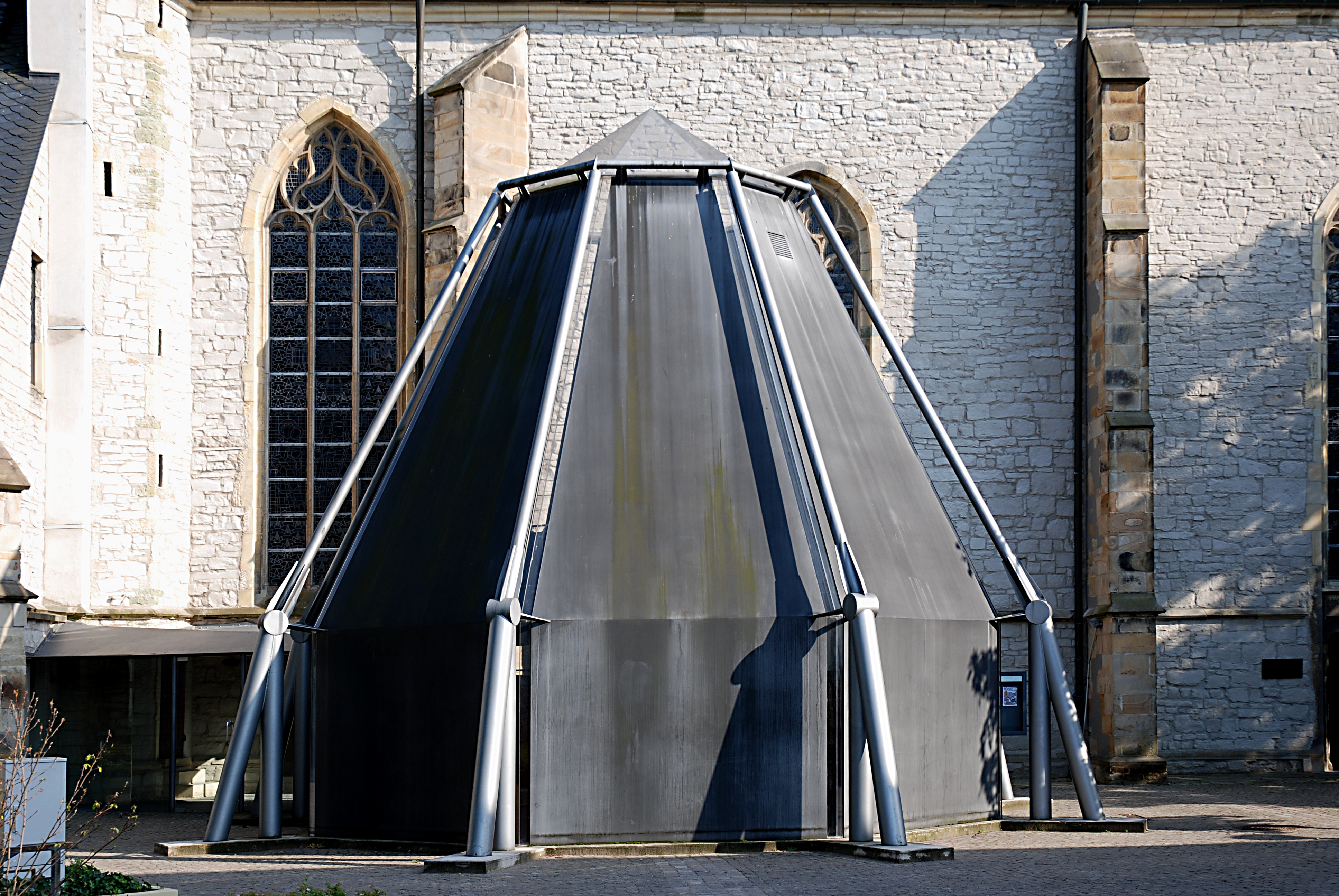
Sakristei St. Christophorus (1992–2001) von Gottfried Böhm und Stephan Böhm entworfen

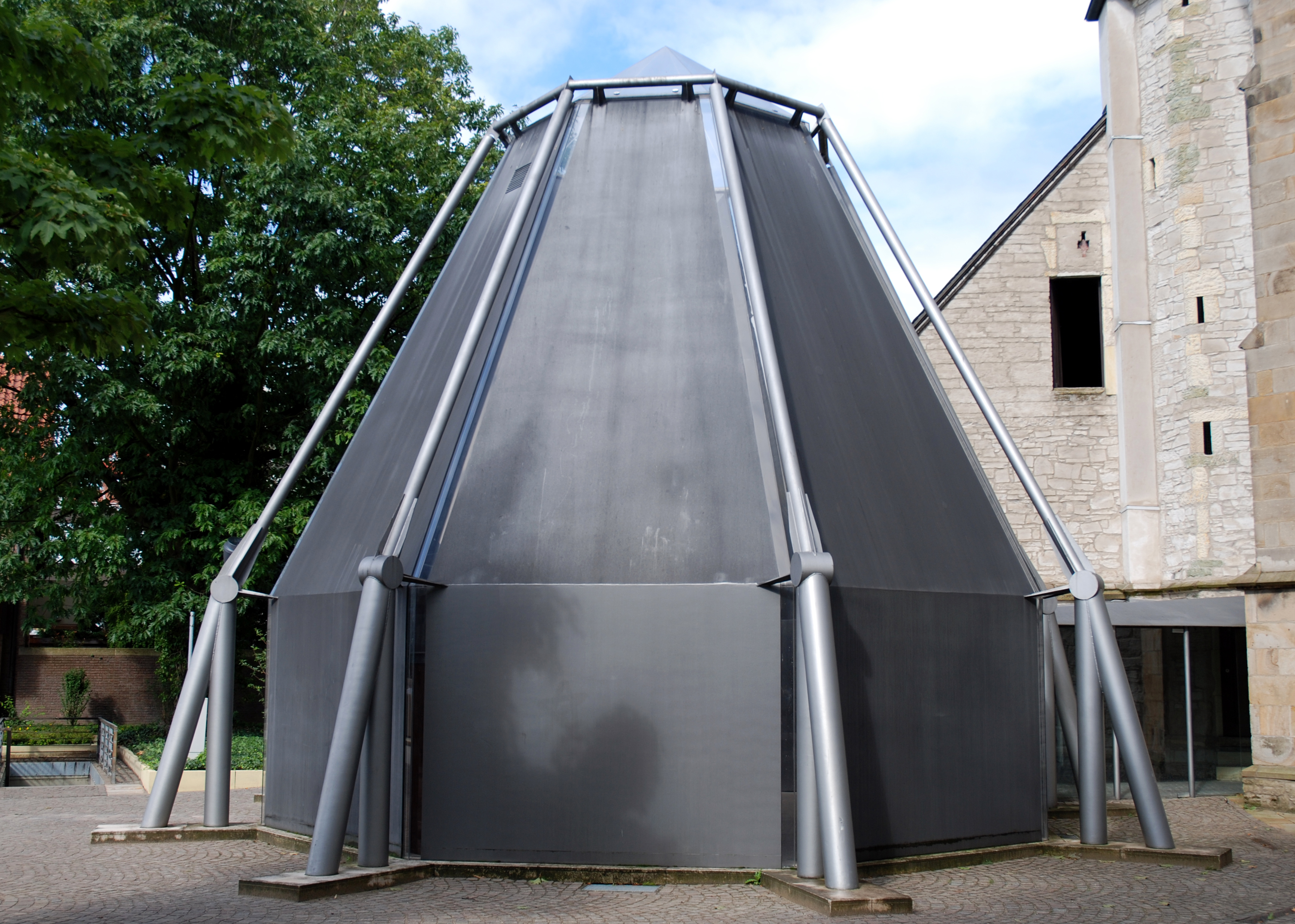
Sakristei St. Christophorus

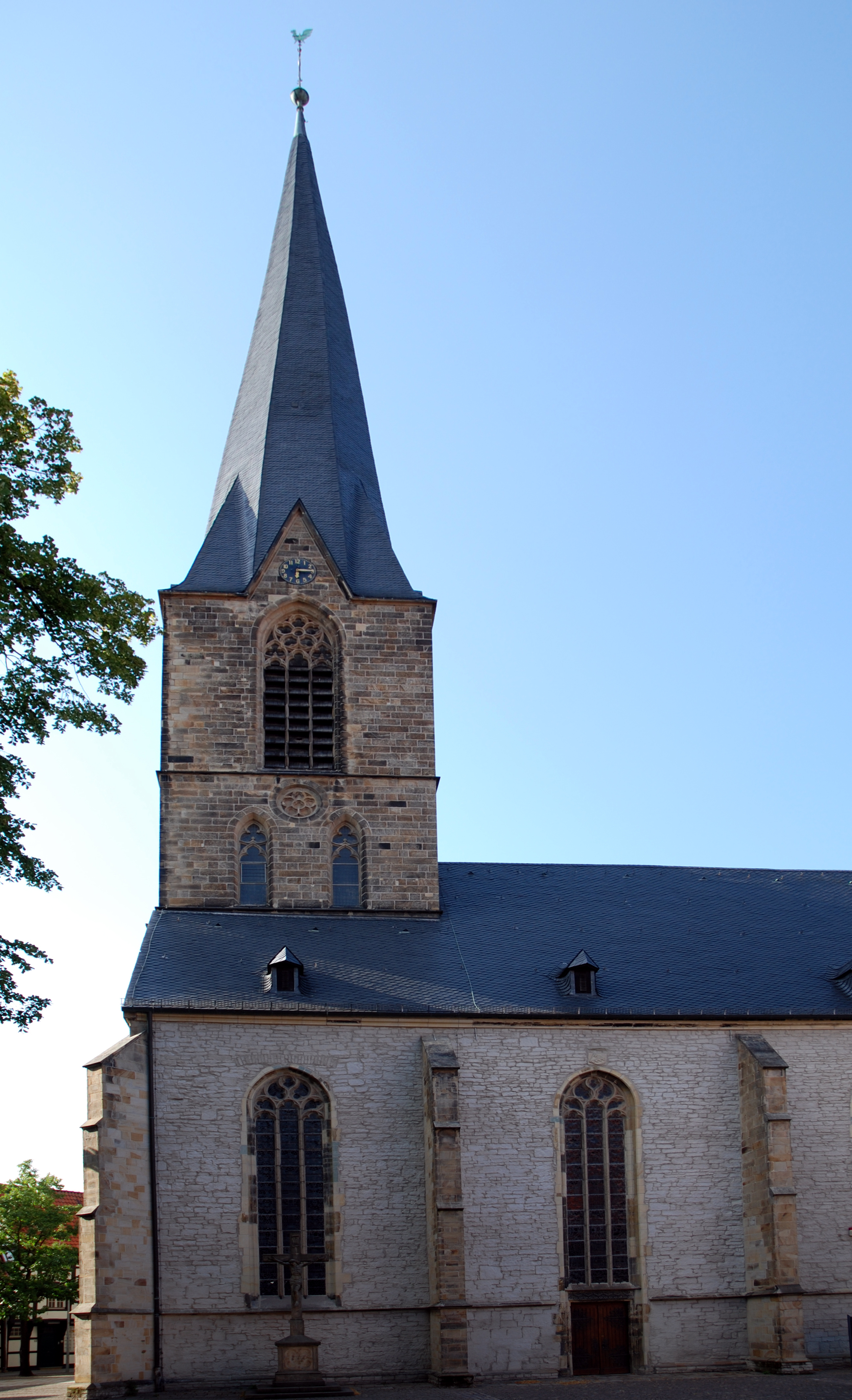
St. Christophorus

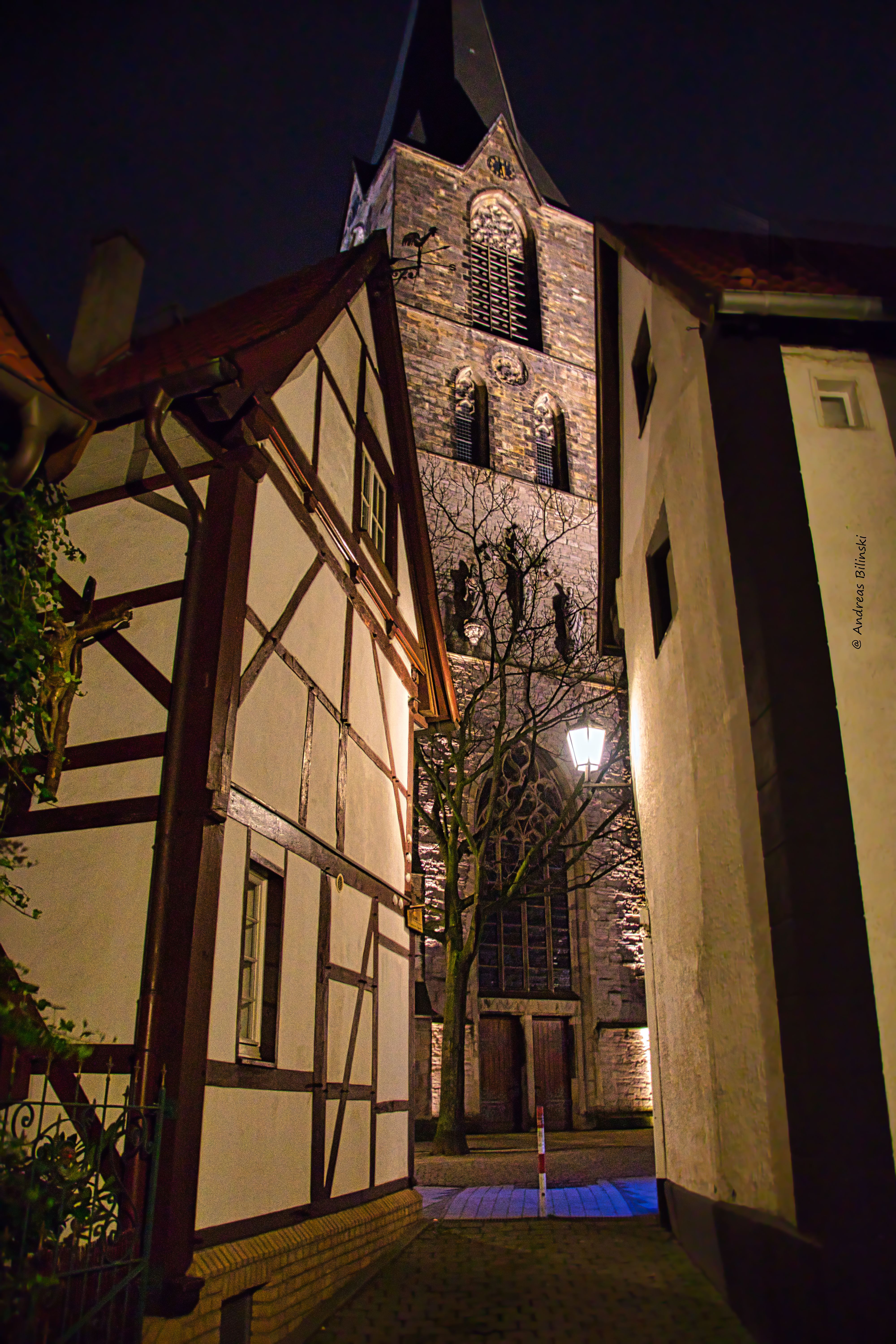

St. Christophorus, früher St. Johannes Baptist, ist eine katholische Pfarrkirche in Werne (an der Lippe), deren Chor und Schiff das Bild der Werner Altstadt prägen.

## Geschichte
Die ursprüngliche Pfarrei wurde bereits im 11. Jahrhundert urkundlich erwähnt. Von 1139 bis 1803 gehörte sie zum unweit gelegenen Kloster Cappenberg. Nach Bränden und Einsturz des Turmes der Werner Kirche in der ersten Hälfte des 15. Jahrhunderts wurde der westliche Teil um 1450 durch Meister Roseer, den Erbauer des großen Ratschors der Dortmunder Reinoldikirche, erneuert. Bei Ausschachtungsarbeiten im Inneren der Kirche entdeckte man Mauerreste einer romanischen Kirche.
Das Patrozinium des hl. Christophorus geht unter anderem auf die besondere Bedeutung dieses Heiligen für die Stadt Werne zurück, nach dem neben der Kirche ein Krankenhaus und ein Gymnasium benannt sind und der sich im Werner Wappen am alten Rathaus wiederfindet. In der Kirche ist eine überlebensgroße Lindenholzfigur des Heiligen aufgestellt, die der in Münster ansässige Bildhauer Johann Adam Ney um 1840 geschaffen hat.
Von 1900 bis 1903 war der spätere Weihbischof von Münster, Everhard Illigens, hier in Werne Pfarrdechant.
Im Rahmen von Renovierungsarbeiten der Kirche fanden 1995 archäologische Grabungen statt, bei denen das Grab eines Priesters entdeckt wurde. Dazu legte man eine ca. 200 Jahre ältere Kasel frei, die durch ihre kunstvolle Ornamentik auffällt. Nach der zweijährigen Restaurierung wurde sie in einem eigens dafür geschaffenen Raum im nahe gelegenen Karl-Pollender-Stadtmuseum ausgestellt.

## Ausstattung
Im Inneren der 1995 bis 1998 restaurierten Kirche sind heute ein achteckiger, spätgotischer Taufstein mit Reliefs, eine Doppelmadonna aus dem 15. Jahrhundert und die Fenster des Chorraumes sehenswert. Diese wurden Anfang des 20. Jahrhunderts eingesetzt und zählen zu den größten in Westfalen. Sie gehören zu den wertvollsten Ausstattungsgegenständen der Kirche.

## Orgel
Die Orgel wurde in den Jahren 1914 bis 1918 von Ernst Seifert erbaut. Das spätromantisch disponierte Instrument hat 55 Register auf drei Manualen und Pedal. Es ist mit Membranladen ausgestattet. Die Spiel- und Registertrakturen waren zunächst pneumatisch. Nach dem Zweiten Weltkrieg wurde das Instrument mit elektrischen Trakturen ausgestattet. Außerdem wurde die Disposition im Sinne der Orgelbewegung verändert. In den Jahren 1995–1997 wurde das Instrument im Zuge der Kirchenrenovierung grundlegend saniert und in den klanglichen Zustand von 1918 zurückversetzt. In einer weiteren Renovierung wurde in diesem Zuge ein schon 1918 geplantes Glockenspiel von Pfarrer em. Ulf Doppelfeld gespendet.
| I Hauptwerk C–a3 |               |        |
| 01.              | Principal     | 16′    |
| 02.              | Bordun        | 16′    |
| 03.              | Principal     | 08′    |
| 04.              | Flaut major 0 | 08′    |
| 05.              | Gedackt       | 08′    |
| 06.              | Gamba         | 08′    |
| 07.              | Dolce         | 08′    |
| 08.              | Oktave        | 04′    |
| 09.              | Rohrflöte     | 04′    |
| 10.              | Quinte        | 02 ⁄3′ |
| 11.              | Octave        | 02′    |
| 12.              | Mixtur V      | 02′    |
| 13.              | Cornett IV    | 04′    |
| 14.              | Tuba          | 16′    |
| 15.              | Trompete      | 08′    |

| II Positiv C–a3 |                 |        |
| 16.             | Salicional      | 16′    |
| 17.             | Geigenprinzipal | 08′    |
| 18.             | Gemshorn        | 08′    |
| 19.             | Rohrflöte       | 08′    |
| 20.             | Viola           | 08′    |
| 21.             | Prinzipal       | 04′    |
| 22.             | Traversflöte    | 04′    |
| 23.             | Viola dolce     | 04′    |
| 24.             | Waldflöte       | 02′    |
| 25.             | Sesquialtera II | 02 ⁄3′ |
| 26.             | Larigot III     | 02′    |
| 27.             | Oboe            | 08′    |
|                 | Tremulant       |        |

| III Schwellwerk C–a3 |                    |        |
| 28.                  | Lieblich Gedackt 0 | 16′    |
| 29.                  | Stentor-Flöte      | 08′    |
| 30.                  | Harmonieflöte      | 08′    |
| 31.                  | Violine            | 08′    |
| 32.                  | Aeoline            | 08′    |
| 33.                  | Vox celestis       | 08′    |
| 34.                  | Quintatön          | 08′    |
| 35.                  | Fugara             | 04′    |
| 36.                  | Flauto             | 04′    |
| 37.                  | Flautino           | 02′    |
| 38.                  | Sifflöte           | 01′    |
| 39.                  | Harmonia III       | 02 ⁄3′ |
| 40.                  | Carillon III       | 04′    |
| 41.                  | Trompete           | 08′    |
| 42.                  | Clarinette         | 08′    |
| 43.                  | Vox humana         | 08′    |
|                      | Tremulant          |        |

| Pedal C–f1 |                    |         |
| 44.        | Prinzipalbass      | 16′     |
| 45.        | Violon             | 16′     |
| 46.        | Subbass            | 16′     |
| 47.        | Gedacktbass        | 16′     |
| 48.        | Quintbass          | 10 2⁄3′ |
| 49.        | Oktavbass          | 08′     |
| 50.        | Lieblich Gedackt 0 | 08′     |
| 51.        | Cello              | 08′     |
| 52.        | Oktave             | 04′     |
| 53.        | Posaune            | 16′     |
| 54.        | Trompete           | 08′     |
| 55.        | Trompete           | 04′     |

- Koppeln:
  - Normalkoppeln: II/I, III/I, III/II, I/P, II/P, III/P
  - Suboktavkoppeln: I/I, II/I, III/II
  - Superoktavkoppeln: I/I, III/II
- Spielhilfen: 64-fache Setzeranlage, Tutti, Crescendowalze

## Glocken
Im Turm hängen seit dem Jahr 2021 acht Glocken:
- Kreuzglocke, Ton b0, gegossen 1948 von Petit & Edelbrock in Gescher.
- Christophorusglocke, Ton des′, gegossen 1948 von Petit & Gebr. Edelbrock in Gescher.
- Katharinenglocke, Ton es′, gegossen 1423 von Franz/Hans Haller.
- Josefsglocke, Ton f′, gegossen 1948 von Petit & Gebr. Edelbrock in Gescher.
- Johannesglocke, Ton as′, gegossen 1948 von Petit & Gebr. Edelbrock in Gescher.
- Konradsglocke, Ton b′, gegossen 1957 von Petit & Gebr. Edelbrock in Gescher.
- Jakobusglocke, Ton b″, gegossen 1832 in Italien.
- Magdalenenglocke, Ton des‴, gegossen im 19. Jahrhundert.